# Primero soy mexicano
Primero soy mexicano es una película de comedia ranchera y drama mexicana de 1950, escrita, dirigida y protagonizada por Joaquín Pardavé, junto a Luis Aguilar y Flor Silvestre. Esta película está basada en la obra de Florencio Sánchez, M'hijo el dotor (1903) y cuenta con el debut cinematográfico de la cantante y actriz Flor Silvestre.

## Argumento
La película relata sobre un hacendado llamado Ambrosio, quien espera ansiosamente a su hijo Rafael, quien terminó de estudiar medicina en Estados Unidos y está en camino de regreso a México. Ambrosio es analfabeto y por lo tanto su ahijada Lupe es la que lo enseña a leer y escribir. Cuando Rafael llega a casa, parece olvidarse de sus raíces mexicanas y viene con influencia estadounidense. Parece sin embargo, que logró llamar la atención de Lupe, la ahijada de su padre, a quien luego seduce y resulta embarazada. Como si esto fuera poco, Fabián el capataz de Ambrosio ha decidido a ganarse el amor de Lupe, aunque ella está angustiada cuando se entera de que Rafael está comprometido con una dama de la alta sociedad en la Ciudad de México. Cuando Ambrosio descubre esto, va a la Ciudad de México llevando consigo a Lupe para detener este compromiso. Sarita la novia de Rafael cuando se entera de la deshonra de Lupe, rompe las relaciones entre ella y Rafael. Después de esto Ambrosio, Lupe, y Rafael regresan a la hacienda. Durante los próximos días, Rafael descubre su mexicanidad real y reta a Fabián a un duelo por el amor de Lupe. Lupe preocupada por el resultado del duelo, sale en busca de ellos sólo para encontrar a Fabián herido y a Rafael sano y salvo porque ganó el duelo. Rafael formalmente se compromete con Lupe y una gran fiesta es realizada por Ambrosio. Al final, Fabián deja la hacienda y junto con Rafael y Lupe cantan el tema de la película «Primero soy mexicano», canción escrita por Manuel Esperón, Ernesto Cortázar, y Joaquín Pardavé.

## Reparto
- Joaquín Pardavé como Don Ambrosio Fuentes.
- Luis Aguilar como Doctor Rafael Fuentes.
- Flor Silvestre como Lupe.
- Arturo Soto Rangel como Don Matías.
- Lupe Inclán como Chona.
- Felipe Montoya como Don Edmundo.
- Francisco Avitia como Fabián.

### Sin créditos
- Víctor Alcocer como Nacho.
- Lupe Carriles como mujer en grupo de rezar.
- José Chávez como amigo de Fabián.
- José Escanero como anunciador.
- Raúl Guerrero
- Jesús Gómez como hombre en cantina.
- Elodia Hernández como la madre de Sarita.
- Gloria Mange como Sarita.
- Pepe Nava como Manuel.
- Joaquín Roche como amigo de Fabián en cantina.
- Humberto Rodríguez como Don Adrián, notario.
- Hernán Vera como Don Pedro, el boticario.